# Uruguay en la Copa Mundial de Fútbol Sub-20 de 2011
La Selección de Uruguay fue uno de los 24 equipos participantes en la Copa Mundial de Fútbol Sub-20 de 2011, torneo que se llevó a cabo entre el 29 de julio y el 20 de agosto de 2011 en Colombia.
En el sorteo realizado el 27 de abril en Cartagena de Indias la Selección de Uruguay quedó emparejada en el Grupo B junto con Portugal, con quien debutó, Nueva Zelanda y Camerún.

## Jugadores
Datos correspondientes a la situación previa al torneo.
| #  | Nombre                  | Posición      | Edad | Club               |
| -- | ----------------------- | ------------- | ---- | ------------------ |
| 1  | Salvador Ichazo         | Portero       | 19   | Danubio            |
| 2  | Federico Platero        | Defensa       | 20   | Defensor Sporting  |
| 3  | Diego Polenta           | Defensa       | 19   | Génova             |
| 4  | Guillermo de los Santos | Defensa       | 20   | Cerro              |
| 5  | Ángel Cayetano          | Mediocampista | 20   | Danubio            |
| 6  | Leandro Cabrera         | Defensa       | 20   | Atlético de Madrid |
| 7  | Adrián Luna             | Mediocampista | 19   | Espanyol           |
| 8  | Matías Vecino           | Mediocampista | 19   | Central Español    |
| 9  | Federico Rodríguez      | Delantero     | 20   | Bologna            |
| 10 | Pablo Cepellini         | Mediocampista | 19   | Cagliari           |
| 11 | César Texeira           | Delantero     | 20   | Defensor Sporting  |
| 12 | Leandro Gelpi           | Portero       | 20   | Peñarol            |
| 13 | Maximiliano Olivera     | Defensa       | 19   | Wanderers          |
| 14 | Ramón Arias             | Defensa       | 19   | Defensor Sporting  |
| 15 | Santiago Martínez       | Mediocampista | 18   | Wanderers          |
| 16 | Nicolás Prieto          | Mediocampista | 18   | Nacional           |
| 17 | Yefferson Moreira       | Defensa       | 20   | Peñarol            |
| 18 | Camilo Mayada           | Mediocampista | 20   | Danubio            |
| 19 | Diego Rolán             | Mediocampista | 18   | Defensor           |
| 20 | Ignacio Lores Varela    | Delantero     | 20   | Defensor Sporting  |
| 21 | Jhonny da Silva         | Portero       | 19   | Tacuarembó         |
| -  | Juan Verzeri            | D. T.         | 48   |                    |

## Participación
Los horarios corresponden a la hora de Colombia (UTC-5)

### Grupo B
| Equipo        | Pts | PJ | PG | PE | PP | GF | GC | Dif |
| ------------- | --- | -- | -- | -- | -- | -- | -- | --- |
| Portugal      | 7   | 3  | 2  | 1  | 0  | 2  | 0  | 2   |
| Camerún       | 4   | 3  | 1  | 1  | 1  | 2  | 2  | 0   |
| Nueva Zelanda | 2   | 3  | 0  | 2  | 1  | 2  | 3  | -1  |
| Uruguay       | 2   | 3  | 0  | 2  | 1  | 1  | 2  | -1  |

#### Portugal vs. Uruguay
| 1     | POR   | Mika            |     |
| 2     | MED   | Pelé            | 84' |
| 4     | DEF   | Nuno Reis       |     |
| 5     | DEF   | Roderick        |     |
| 7     | DEL   | Nélson Oliveira |     |
| 8     | DEF   | Cedric          |     |
| 10    | MED   | Saná            | 87' |
| 13    | DEF   | Luis Martins    |     |
| 15    | MED   | Danilo          |     |
| 17    | MED   | Sergio Oliveira |     |
| 21    | DEL   | Rafael Lopes    | 75' |
| D. T. | D. T. | Ilidio Vale     |     |

| 1     | POR   | Salvador Ichazo         |     |
| 3     | DEF   | Diego Polenta           |     |
| 4     | DEF   | Guillermo De Los Santos |     |
| 5     | MED   | Angel Cayetano          |     |
| 6     | DEF   | Leandro Cabrera         |     |
| 8     | MED   | Matías Vecino           |     |
| 11    | DEL   | David Texeira           |     |
| 14    | DEF   | Ramón Arias             |     |
| 16    | MED   | Nicolás Prieto          | 85' |
| 18    | MED   | Camilo Mayada           | 81' |
| 20    | DEL   | Ignacio Lores Varela    | 60' |
| D. T. | D. T. | Juan Verzeri            |     |

| 3  | DEF | Tiago Ferreira | 87' |
| 6  | MED | Julio Alves    | 84' |
| 14 | DEL | Alex           | 75' |

| 9  | DEL | Federico Rodríguez  | 85' |
| 10 | MED | Pablo Cepellini     | 60' |
| 13 | DEF | Maximiliano Olivera | 81' |

| Amonestado | 43' | Sana |

| Otorgado · Otorgado otra vez · Expulsado | 72' 80' | Sergio Oliveira |

| Árbitro             | Abdulrahman Abdou |
| Árbitros asistentes | Mohammad Dharman  |
| Árbitros asistentes | Fares Alshammari  |
| Cuarto árbitro      | Marlon Escalante  |

| 1     | POR   | Mika            |     |
| 2     | MED   | Pelé            | 84' |
| 4     | DEF   | Nuno Reis       |     |
| 5     | DEF   | Roderick        |     |
| 7     | DEL   | Nélson Oliveira |     |
| 8     | DEF   | Cedric          |     |
| 10    | MED   | Saná            | 87' |
| 13    | DEF   | Luis Martins    |     |
| 15    | MED   | Danilo          |     |
| 17    | MED   | Sergio Oliveira |     |
| 21    | DEL   | Rafael Lopes    | 75' |
| D. T. | D. T. | Ilidio Vale     |     |

| 1     | POR   | Salvador Ichazo         |     |
| 3     | DEF   | Diego Polenta           |     |
| 4     | DEF   | Guillermo De Los Santos |     |
| 5     | MED   | Angel Cayetano          |     |
| 6     | DEF   | Leandro Cabrera         |     |
| 8     | MED   | Matías Vecino           |     |
| 11    | DEL   | David Texeira           |     |
| 14    | DEF   | Ramón Arias             |     |
| 16    | MED   | Nicolás Prieto          | 85' |
| 18    | MED   | Camilo Mayada           | 81' |
| 20    | DEL   | Ignacio Lores Varela    | 60' |
| D. T. | D. T. | Juan Verzeri            |     |

| 3  | DEF | Tiago Ferreira | 87' |
| 6  | MED | Julio Alves    | 84' |
| 14 | DEL | Alex           | 75' |

| 9  | DEL | Federico Rodríguez  | 85' |
| 10 | MED | Pablo Cepellini     | 60' |
| 13 | DEF | Maximiliano Olivera | 81' |

| Amonestado | 43' | Sana |

| Otorgado · Otorgado otra vez · Expulsado | 72' 80' | Sergio Oliveira |

| Árbitro             | Abdulrahman Abdou |
| Árbitros asistentes | Mohammad Dharman  |
| Árbitros asistentes | Fares Alshammari  |
| Cuarto árbitro      | Marlon Escalante  |

| Estadísticas       | Bandera de Portugal | Bandera de Uruguay |
| Tiros              | 13                  | 15                 |
| Tiros a puerta     | 1                   | 3                  |
| Faltas             | 18                  | 6                  |
| Saques de esquina  | 7                   | 5                  |
| Penales            | 0                   | 0                  |
| Fueras de juego    | 1                   | 1                  |
| Posesión del Balón | 55%                 | 45%                |

#### Uruguay vs. Nueva Zelanda
| 1     | POR   | Salvador Ichazo         |     |
| 3     | DEF   | Diego Polenta           |     |
| 4     | DEF   | Guillermo De Los Santos |     |
| 5     | MED   | Angel Cayetano          |     |
| 6     | DEF   | Leandro Cabrera         |     |
| 7     | DEL   | Adrian Luna             |     |
| 8     | MED   | Matías Vecino           |     |
| 10    | MED   | Pablo Cepellini         |     |
| 11    | DEL   | David Texeira           | 86' |
| 13    | DEF   | Maximiliano Olivera     | 66' |
| 18    | MED   | Camilo Mayada           |     |
| D. T. | D. T. | Juan Verzeri            |     |

| 1     | POR   | Stefan Marinovic |     |
| 2     | DEL   | Andrew Bevin     |     |
| 3     | DEF   | Nick Branch      |     |
| 4     | DEF   | Ryan Cain        | 84' |
| 10    | MED   | Anthony Hobbs    |     |
| 11    | DEL   | Dakota Lucas     | 73' |
| 13    | MED   | Colin Murphy     |     |
| 14    | DEF   | James Musa       |     |
| 15    | MED   | Marco Rojas      | 75' |
| 16    | DEF   | Luke Rowe        |     |
| 18    | MED   | Adam Thomas      |     |
| D. T. | D. T. | Chris Milicich   |     |

| 19 | DEL | Diego Rolán          | 86' |
| 20 | DEL | Ignacio Lores Varela | 66' |

| 5  | MED | Sean Lovemore   | 73' |
| 7  | MED | Cameron Lindsay | 75' |
| 12 | MED | Andrew Milne    | 84' |

| Anotado | 74' | Adrian Luna |

| Anotado | 57' | Andrew Bevin |

| Amonestado | 55' | Maximiliano Olivera |

| Amonestado | 34'   | Dakota Lucas |
| Amonestado | 83'   | James Musa   |
| Amonestado | 90'+1 | Nick Branch  |
| Amonestado | 90'+2 | Andrew Milne |

| Árbitro             | Cuneyt Cakir      |
| Árbitros asistentes | Bahattin Duran    |
| Árbitros asistentes | Tarik Ongun       |
| Cuarto árbitro      | Hernando Buitrago |

| 1     | POR   | Salvador Ichazo         |     |
| 3     | DEF   | Diego Polenta           |     |
| 4     | DEF   | Guillermo De Los Santos |     |
| 5     | MED   | Angel Cayetano          |     |
| 6     | DEF   | Leandro Cabrera         |     |
| 7     | DEL   | Adrian Luna             |     |
| 8     | MED   | Matías Vecino           |     |
| 10    | MED   | Pablo Cepellini         |     |
| 11    | DEL   | David Texeira           | 86' |
| 13    | DEF   | Maximiliano Olivera     | 66' |
| 18    | MED   | Camilo Mayada           |     |
| D. T. | D. T. | Juan Verzeri            |     |

| 1     | POR   | Stefan Marinovic |     |
| 2     | DEL   | Andrew Bevin     |     |
| 3     | DEF   | Nick Branch      |     |
| 4     | DEF   | Ryan Cain        | 84' |
| 10    | MED   | Anthony Hobbs    |     |
| 11    | DEL   | Dakota Lucas     | 73' |
| 13    | MED   | Colin Murphy     |     |
| 14    | DEF   | James Musa       |     |
| 15    | MED   | Marco Rojas      | 75' |
| 16    | DEF   | Luke Rowe        |     |
| 18    | MED   | Adam Thomas      |     |
| D. T. | D. T. | Chris Milicich   |     |

| 19 | DEL | Diego Rolán          | 86' |
| 20 | DEL | Ignacio Lores Varela | 66' |

| 5  | MED | Sean Lovemore   | 73' |
| 7  | MED | Cameron Lindsay | 75' |
| 12 | MED | Andrew Milne    | 84' |

| Anotado | 74' | Adrian Luna |

| Anotado | 57' | Andrew Bevin |

| Amonestado | 55' | Maximiliano Olivera |

| Amonestado | 34'   | Dakota Lucas |
| Amonestado | 83'   | James Musa   |
| Amonestado | 90'+1 | Nick Branch  |
| Amonestado | 90'+2 | Andrew Milne |

| Árbitro             | Cuneyt Cakir      |
| Árbitros asistentes | Bahattin Duran    |
| Árbitros asistentes | Tarik Ongun       |
| Cuarto árbitro      | Hernando Buitrago |

| Estadísticas       | Bandera de Uruguay | Bandera de Nueva Zelanda |
| Tiros              | 25                 | 8                        |
| Tiros a puerta     | 12                 | 6                        |
| Faltas             | 15                 | 25                       |
| Saques de esquina  | 14                 | 3                        |
| Penales            | 0                  | 0                        |
| Fueras de juego    | 1                  | 1                        |
| Posesión del Balón | 58%                | 42%                      |

#### Uruguay vs. Camerún
| 1     | POR   | Salvador Ichazo         |     |
| 3     | DEF   | Diego Polenta           |     |
| 4     | DEF   | Guillermo de los Santos |     |
| 5     | MED   | Angel Cayetano          | 76' |
| 6     | DEF   | Leandro Cabrera         |     |
| 7     | DEL   | Adrián Luna             |     |
| 9     | DEL   | Federico Rodríguez      | 46' |
| 10    | MED   | Pablo Cepellini         |     |
| 14    | DEF   | Ramón Arias             |     |
| 16    | MED   | Nicolás Prieto          |     |
| 18    | MED   | Camilo Mayada           | 46' |
| D. T. | D. T. | Juan Verzeri            |     |

| 16    | POR   | Jean Efala       |     |
| 3     | DEF   | Ambroise Oyongo  |     |
| 4     | DEF   | Banana Yaya      |     |
| 6     | DEF   | Idriss Nguessi   |     |
| 8     | MED   | Emanuel Mbongo   | 84' |
| 9     | DEL   | Franck Ohandza   |     |
| 12    | MED   | Franck Kom       |     |
| 14    | MED   | Yazid Atouba     | 46' |
| 15    | DEF   | Maxime Mengue    |     |
| 18    | MED   | Herve Mbega      | 63' |
| 19    | MED   | Christ Mbondi    |     |
| D. T. | D. T. | Martin Ndtoungou |     |

| 8  | MED | Matías Vecino        | 46' |
| 11 | DEL | David Texeira        | 46' |
| 20 | DEL | Ignacio Lores Varela | 76' |

| 2  | DEF | Eric Nyatchou   | 46' |
| 7  | MED | Yann Songoo     | 63' |
| 15 | MED | Clarence Bitang | 84' |

| Anotado | 28' | Emmanuel Mbongo |

| Amonestado | 45+5' | Leandro Cabrera |
| Amonestado | 90+6' | Pablo Capelini  |
| Amonestado | 90+6' | Diego Polenta   |

| Amonestado | 10' | Ambroise Oyongo |
| Amonestado | 41' | Franck Kom      |

| Árbitro             | Mark Geiger      |
| Árbitros asistentes | Mark Hurdspent   |
| Árbitros asistentes | Joe Fletcher     |
| Cuarto árbitro      | Marlon Escalante |

| 1     | POR   | Salvador Ichazo         |     |
| 3     | DEF   | Diego Polenta           |     |
| 4     | DEF   | Guillermo de los Santos |     |
| 5     | MED   | Angel Cayetano          | 76' |
| 6     | DEF   | Leandro Cabrera         |     |
| 7     | DEL   | Adrián Luna             |     |
| 9     | DEL   | Federico Rodríguez      | 46' |
| 10    | MED   | Pablo Cepellini         |     |
| 14    | DEF   | Ramón Arias             |     |
| 16    | MED   | Nicolás Prieto          |     |
| 18    | MED   | Camilo Mayada           | 46' |
| D. T. | D. T. | Juan Verzeri            |     |

| 16    | POR   | Jean Efala       |     |
| 3     | DEF   | Ambroise Oyongo  |     |
| 4     | DEF   | Banana Yaya      |     |
| 6     | DEF   | Idriss Nguessi   |     |
| 8     | MED   | Emanuel Mbongo   | 84' |
| 9     | DEL   | Franck Ohandza   |     |
| 12    | MED   | Franck Kom       |     |
| 14    | MED   | Yazid Atouba     | 46' |
| 15    | DEF   | Maxime Mengue    |     |
| 18    | MED   | Herve Mbega      | 63' |
| 19    | MED   | Christ Mbondi    |     |
| D. T. | D. T. | Martin Ndtoungou |     |

| 8  | MED | Matías Vecino        | 46' |
| 11 | DEL | David Texeira        | 46' |
| 20 | DEL | Ignacio Lores Varela | 76' |

| 2  | DEF | Eric Nyatchou   | 46' |
| 7  | MED | Yann Songoo     | 63' |
| 15 | MED | Clarence Bitang | 84' |

| Anotado | 28' | Emmanuel Mbongo |

| Amonestado | 45+5' | Leandro Cabrera |
| Amonestado | 90+6' | Pablo Capelini  |
| Amonestado | 90+6' | Diego Polenta   |

| Amonestado | 10' | Ambroise Oyongo |
| Amonestado | 41' | Franck Kom      |

| Árbitro             | Mark Geiger      |
| Árbitros asistentes | Mark Hurdspent   |
| Árbitros asistentes | Joe Fletcher     |
| Cuarto árbitro      | Marlon Escalante |

| Estadísticas       | Bandera de Uruguay | Bandera de Camerún |
| Tiros              | 14                 | 13                 |
| Tiros a puerta     | 3                  | 3                  |
| Faltas             | 8                  | 21                 |
| Saques de esquina  | 6                  | 6                  |
| Penales            | 0                  | 0                  |
| Fueras de juego    | 3                  | 2                  |
| Posesión del Balón | 55%                | 45%                |

## Estadísticas

### Participación de jugadores
| #  | Pos        | Jugador         | PJ | Minutos Jugados | Goles recibidos | Atajos | Tarjetas Amarillas | Doble Tarjeta Amarilla y Roja | Tarjetas Rojas |
| -- | ---------- | --------------- | -- | --------------- | --------------- | ------ | ------------------ | ----------------------------- | -------------- |
| 1  | Guardameta | Salvador Ichazo | 3  | 270             | 0               | 0      | 0                  | 0                             | 0              |
| 12 | Guardameta | Leandro Gelpi   | 0  | 0               | 0               | 0      | 0                  | 0                             | 0              |
| 23 | Guardameta | Jhonny da Silva | 0  | 0               | 0               | 0      | 0                  | 0                             | 0              |

| #  | Pos            | Jugador                 | PJ | Minutos Jugados | Goles | Asistencias | Tarjetas Amarillas | Doble Tarjeta Amarilla y Roja | Tarjetas Rojas |
| -- | -------------- | ----------------------- | -- | --------------- | ----- | ----------- | ------------------ | ----------------------------- | -------------- |
| 2  | Defensa        | Federico Platero        | 0  | 0               | 0     | 0           | 0                  | 0                             | 0              |
| 3  | Defensa        | Diego Polenta           | 3  | 270             | 0     | 0           | 1                  | 0                             | 0              |
| 4  | Defensa        | Guillermo de los Santos | 3  | 270             | 0     | 0           | 0                  | 0                             | 0              |
| 5  | Centrocampista | Ángel Cayetano          | 3  | 256             | 0     | 0           | 0                  | 0                             | 0              |
| 6  | Defensa        | Leandro Cabrera         | 3  | 270             | 0     | 0           | 1                  | 0                             | 0              |
| 7  | Delantero      | Adrián Luna             | 2  | 180             | 1     | 0           | 0                  | 0                             | 0              |
| 8  | Centrocampista | Matías Vecino           | 3  | 224             | 0     | 1           | 1                  | 0                             | 0              |
| 9  | Delantero      | Federico Rodríguez      | 2  | 51              | 0     | 0           | 0                  | 0                             | 0              |
| 10 | Centrocampista | Pablo Cepellini         | 3  | 210             | 0     | 0           | 1                  | 0                             | 0              |
| 11 | Delantero      | César Texeira           | 3  | 220             | 0     | 1           | 0                  | 0                             | 0              |
| 13 | Defensa        | Maximiliano Olivera     | 2  | 75              | 0     | 0           | 1                  | 0                             | 0              |
| 14 | Defensa        | Ramón Arias             | 2  | 180             | 0     | 0           | 0                  | 0                             | 0              |
| 15 | Centrocampista | Santiago Martínez       | 0  | 0               | 0     | 0           | 0                  | 0                             | 0              |
| 16 | Centrocampista | Nicolás Prieto          | 2  | 175             | 0     | 0           | 0                  | 0                             | 0              |
| 17 | Defensa        | Yefferson Moreira       | 0  | 0               | 0     | 0           | 0                  | 0                             | 0              |
| 18 | Centrocampista | Camilo Mayada           | 3  | 217             | 0     | 0           | 0                  | 0                             | 0              |
| 19 | Centrocampista | Diego Rolán             | 1  | 4               | 0     | 0           | 0                  | 0                             | 0              |
| 20 | Delantero      | Ignacio Lores Varela    | 3  | 98              | 0     | 0           | 0                  | 0                             | 0              |

### Goleadores
| Jugador     | Goles | Asistencias | Minutos |
| ----------- | ----- | ----------- | ------- |
| Adrián Luna | 1     | 0           | 180'    |